# Comissão Valech
Comissão Valech ou também conhecida como Comissão Nacional sobre Prisão Política e Tortura foi uma comissão criada em 2003 por Ricardo Lagos, pelo Decreto Supremo número 355 do dia 25 de abril de 1990. O objetivo dessa comissão foi investigar as violações de direitos humanos no Chile durante o regime militar do general Augusto Pinochet, incluindo vítimas de privação de liberdade ou torturas por razões políticas, desaparecimentos e execuções políticas, sequestros e atentados com motivações políticas, desde que o caso tenha ocorrido entre 11 de setembro de 1973 a 10 de março de 1990. O nome "Comissão Valech" foi criada em homenagem ao arcebispo Sergio Valech, que a presidiu até 2010.
A segunda Comissão Valech, oficialmente Comisión Asesora Presidencial para la Calificación de Detenidos Desaparecidos, Ejecutados Políticos y Víctimas de Prisión Política y Tortura, foi criada pela presidenta do país Michelle Bachelet em 2010. O informe desta, apresentado pela então presidenta da Comissão, Maria Luisa Sepúlveda, em 18 de agosto de 2011, reconheceu um total de 40.018 vítimas, sendo 3.065 mortas e/ou desaparecidas, adicionando mais de 11.000 casos de prisioneiros políticos e de torturas do que sua primeira versão. Seu informe também sugeriu que centenas de milhares de chilenos das camadas mais pobres da população foram presos e interrogados com uso de tortura pelas forças de segurança durante os protestos contra a ditadura na década de 1980, mas que a Comissão não reunia as condições preestabelecidas de documentação para poder contabilizá-los.